# إيف ريان
إيف ريان هو سياسي كندي، ولد في 28 فبراير 1928 في مونتريال في كندا، وتوفي بنفس المكان في 2 فبراير 2014. انتخب عمدة.